# Prabowo Subianto
Prabowo Subianto Djojohadikusumo (EYD: Prabowo Subianto Joyohadikusumo, nascido em 17 de outubro de 1951) é um político, empresário e ex-tenente-general do exército indonésio, atual presidente da Indonésia desde 2024. Foi também Ministro da Defesa do país entre 2019 e 2024. Ele é filho de Sumitro Djojohadikusumo, um economista indonésio, e de Dora Sigar. Prabowo casou-se em 1983 com Siti Hediati Harijadi, também conhecida como Titiek Suharto, a segunda filha do falecido presidente Suharto. No entanto, o casal se separou em 1998 em meio à violenta crise política na Indonésia, na qual Prabowo foi acusado de fomentar parte da confusão e depois se exilou na Jordânia. Eles não se reuniram desde então.
Prabowo formou-se na Academia Militar da Indonésia em 1970 e serviu principalmente nas Forças Especiais (Kopassus) até ser nomeado para liderar o Comando da Reserva Estratégica (Kostrad) em 1998. Nesse mesmo ano, foi dispensado do serviço militar de forma desonrosa e posteriormente proibido de entrar nos Estados Unidos devido a alegadas violações dos direitos humanos. Ele foi descrito como um nacionalista de direita.
Recebeu formação como oficial superior do Exército dos Estados Unidos em Fort Bragg e Fort Benning em 1980 e 1985, respetivamente.
De regresso a Timor-Leste em 1983, comandou as forças especiais responsáveis pelos massacres de Kraras. Em 16 de setembro de 1983, perto da aldeia de Caraubalo, os homens do Major Prabowo executaram um grupo de guerrilheiros e as suas famílias, incluindo mulheres e crianças, matando 55 pessoas. De acordo com uma investigação efectuada por uma comissão da ONU, dois bebés foram degolados com facas. No dia seguinte, cerca de 140 pessoas que tinham fugido de um ataque do exército foram mortas à metralhadora na aldeia de Buikarin, também pelos homens de Prabowo Subianto. Os sobreviventes destes massacres foram encerrados num campo de concentração guardado pelos homens de Prabowo, onde muitos morreram de fome e de maus tratos.
Posteriormente, Prabowo foi promovido ao posto de general e depois a chefe das forças estratégicas de reserva do exército indonésio (Kostrad).
Em 1998, quando o regime da Nova Ordem estava a vacilar, mandou raptar e torturar estudantes e activistas pró-democracia. É suspeito de estar por detrás dos motins de maio de 1998 em Jacarta, dirigidos sobretudo contra a minoria chinesa, a fim de aproveitar o caos e tentar impedir a queda do regime para tomar o poder. Mais de mil pessoas foram mortas nos tumultos e cerca de 200 mulheres foram violadas.
Após a queda da ditadura, foi expulso do exército por "conduta desonrosa" e viveu na Jordânia durante vários anos. No entanto, não foi incomodado pela justiça, que não processou os responsáveis pelo regime da Nova Ordem.
Quando regressou do exílio, lançou-se no mundo dos negócios com o seu irmão, um oligarca bilionário. Proprietário de uma plantação e de uma fábrica de pasta de papel, a sua fortuna está avaliada em cerca de 150 milhões de euros.
No início de 2008, o círculo íntimo de Prabowo, incluindo Fadli Zon, estabeleceu o Partido Gerindra. Nas eleições presidenciais de 2009, ele concorreu sem sucesso à vice-presidência como companheiro de chapa de Megawati Sukarnoputri. Ele disputou as eleições presidenciais de 2014 e foi derrotado pelo governador de Jacarta , Joko Widodo, que inicialmente disputou. Fez outra candidatura sem sucesso à presidência em 2019, tendo Sandiaga Uno como companheira de chapa e com o apoio de Gerindra, do Partido da Justiça Próspera (PKS), do Partido do Mandato Nacional (PAN), do Partido Democrático e do Partido Berkarya. A sua recusa em aceitar o resultado fez com que os seus seguidores organizassem protestos que provocaram tumultos mortais em Jacarta. No entanto, após uma contestação acalorada, Prabowo ingressou no gabinete como Ministro da Defesa para o período de 2019 a 2024.
Em 10 de outubro de 2021, Gerindra anunciou Prabowo como seu candidato nas eleições presidenciais indonésias de 2024. Em junho de 2022, Prabowo inicialmente recusou a nomeação do partido, afirmando que queria dar a outro político a oportunidade de concorrer à presidência. Apesar de ter recusado a candidatura, Gerindra insistiu em sua indicação. Em 12 de agosto de 2022, Prabowo anunciou que aceitou a nomeação de Gerindra para disputar as eleições presidenciais de 14 de fevereiro de 2024.